# Psychoda domestica
Psychoda domestica är en tvåvingeart som beskrevs av John D. Haseman 1908. Psychoda domestica ingår i släktet Psychoda och familjen fjärilsmyggor. Inga underarter finns listade i Catalogue of Life.